# 伎伐浦之战
伎伐浦之战是仪凤元年（676年）十一月，唐朝与新罗爆发它们之间最后一次大战。薛仁贵作为唐朝方面统帅，与新罗军共有二十余次遭遇战，现代中国史学家认为是唐军撤退时遭新罗军袭击。这次战役中国缺少相关准确资料，日本史书也无具体陈述，而朝鲜一方记载斩首唐军四千余级，但是在中国史料中没有记载具体伤亡情况。在这一次战役的铺垫以及唐朝对外战略重心的转移后，熊津都督府被新罗攻占，唐与新罗的战争也暂告段落。

## 战役背景
咸亨三年（672年），由于唐军撤出百济，新罗进一步吞并百济，本来作为援军的薛仁贵也回到了洛阳。在上元二年（675年），刘仁轨由于唐所属靺鞨人回到百济，便抄掠新罗境。至此唐朝针对朝鲜半岛的攻略基本结束，后来多为羁縻政策，开始对新罗持以相对和平的态度，同时也开始借羁縻之由渗透辽东地区，在安东、熊津都督府撤换汉官。
就在伎伐浦之战前，本来在辽东作战的李谨行被调去和吐蕃作战，这一举动体现了唐朝针对辽东半岛的军事策略的转变，作战对象重点放在了吐蕃身上，战役后的结果也印证了这一系列调动背后的策略。
咸亨四年，薛仁贵致书金法敏，明文指出他是逆臣，而金法敏在回书中也先是表明自己的忠诚，但是委婉的提出在以前的战争中损失极大，而且百济还污蔑自己（新罗），所以他不但想要拿回国土，而且考虑到如果唐军想要一锅端了他，他也只能拼命。

## 战役地点
伎伐浦本在百济境内，位于熊津江下游下游入海口处。伎伐浦是新罗计划阻挡唐军进犯的险要地方，在此战以前就已经有苏定方和百济作战，就在同年有人上奏说伎伐浦是我国（百济）要路，一夫当关万夫莫开。早在显庆元年，新罗大臣金庾信也指出如果敌军从水路来袭，就在伎伐浦利用险要地势防御。
伎伐浦的险要地势在显庆五年苏定方攻打百济时就有记载，由于是入海口，岸边泥泞不堪，会为进攻的军队造成极大的影响，使守军在一开始就立于有利位置。同时刘仁轨则率领二万水师在江口和敌军水师决战並缴获四百余艘船只。伎伐浦的地理位置及这样的地理优势成为外国军队从水路进攻的必经之路也是本国的险关要隘，自然也成为本次战役的主要战场。
后来刘仁轨又自水路在伎伐浦打败扶余丰和孙仁师会和，这近一步说明了伎伐浦对于朝鲜半岛在地理上的重要程度。

## 双方兵力
双方的兵力根据史料记载都没有超过万人，所以在中国方面的记载几乎没有。单纯依据兵力的比较，这场战役在历史上是非常不起眼的，但却是唐与新罗最后一次大规模战争。

### 唐军
作为朝鲜方所记载的主将，薛仁贵在仪凤元年时并没有特别大的带兵权力。由于在咸亨元年六月率领十万大军在大非川一败涂地，薛仁贵被除名。咸亨二年薛仁贵被起复，授予鸡林道总管。然而很快在上元年间又因事徙象州，不过因为改元仪凤被赦免。如此一来，薛仁贵自象州到新罗时官职不会高过于之前所担任的鸡林道总管，而在此前贞观十八年，时任安西都护的郭孝恪也不过以行军总管的使职领三千人，；后来在更接近的龙朔二年，苏海政也以行军总管只领数千人，因此薛仁贵所率领的军队也不会过万人。
而薛仁贵的手下应该非正军，咸亨二年时，高侃就率领外族仆从军在新罗驻守並在咸亨四年大败敌军。而后在上元二年，刘仁轨和李谨行就分别在新罗境内多次作战。在此基础上，薛仁贵由于还没有被正式起复为大将，这一次战斗是薛仁贵带领留守的蕃兵与新罗军作战。
另一方面，从李谨行被调动到西线就可以看出唐朝战兵都在吐蕃边境集结，后来无论是唐书所记载的四万人或者是三国史记记载的二十万人，李谨行的败退并没有使得唐朝把有限的兵力投入到东线的战争，这一点可以说明薛仁贵以低阶的身份率领战力不高的蕃兵去与新罗军队战斗。

### 新罗军
咸亨二年，由于唐军过来增援，新罗已经开始加派人手防御。大阿湌在新罗的官阶里位列第五等，所以在当时新罗方面就只派出一位大阿湌负责戒备唐军。在咸亨四年，新罗依旧派出一名大阿湌率领百艘战船备御。但是等到仪凤元年，伎伐浦之战爆发时只有一位沙湌，其品阶比大阿湌还要低三等，而沙湌可以统帅的兵力根据记载不会超过一万人。在开耀元年，就有一位沙湌率兵三千备御比列忽；显庆五年，也有一位沙湌和王子仁泰率领七千人，就算全部算入沙湌的统帅，至多七千人。

## 战役经过
双方最初是在伎伐浦有一次大规模遭遇战，而后薛仁贵在撤退的途中与新罗军交战二十余次。仪凤三年，魏元忠也以此事为由抨击薛仁贵，指责他没有任何功劳。

### 争议
由于伤亡的唯一记载是《三国史记》所记载的四千人，而根据其他史料分析得出战役规模，那么如果薛仁贵再次损失大比例的士兵，魏元忠所说“功无寸尺”就和他在之前提到的“弃甲丧师，拖身而走”相矛盾，因此四千的损失存疑。
另一方面，在朝鲜方面声称的大捷背后，是在伎伐浦的大战后又持续进行了二十战，假使唐军被斩首四千，那么就不会再有这样的延续而是全军覆没了，而败军的责任从古（刘文静）至今（薛仁贵）都没有可以苟且的地方。因此可以先得出结论薛仁贵的败退不像三国史记所记载的有很大的悬殊，也有一定的可能性可以假设是在唐朝军事力量转移的情况下，薛仁贵在战略上败退，留守北线。而在短期内就被起复为右领军卫将军、检校代州都督也是旁证之一。
根据赵智滨先生的研究，674年二月，新罗王金法敏纳高丽叛众，据百济故地，唐高宗大怒，诏削法敏官爵，组织宰相刘仁轨为鸡林道行军大总管，李弼、李谨行辅之，讨伐新罗。675年刘仁轨因吐蕃袭击唐朝边境，引主力先归，高宗命李谨行为安东镇抚大使，率蕃汉之兵攻打新罗。九月，薛仁贵率水兵攻泉城却因唐蕃边境紧张，李谨行北归，薛仁贵被任为鸡林道行军总管，退守熊津都督府并协助人员物资通过水路北迁。内迁时于伎伐浦遭袭击，并在撤退途中亦有22次遇新罗军袭击。而由于是唐军主动撤退，故一概被新罗方计为胜捷。薛仁贵后来掩护撤退不利，迁徙象州。若是因薛仁贵战败导致熊津都督府陷落，不可能仅将其贬徙象州。而熊津都督府的其他诸将未受处罚，反而得到升赏，说明熊津都督府是奉命主动撤退的。

## 战役影响
这一次战役的失利并没有引起唐朝廷的关注，而身为主将的薛仁贵也没有受到严厉责罚，只是在一年后成为魏元忠攻击时所提到的一个点。但是这一次安东都督府的局部战争体现出了当时唐朝的重心方向，也在这一次战争后为新罗获得了宝贵的休养生息的时间，并促成了数年后新罗攻占熊津都督府。
而就在战争后数月，由于东线的退缩，安东都督府的羁縻政策开始明显。唐朝在巩固羁縻地区的安稳的同时开始了和新罗短暂的和平时期。

### 书目
- 旧唐书
- 新唐书
- 资治通鉴
- 三国史记
- 唐文拾遗
- 太平御览
- 册府元龟
- 八琼室金石补正

### 引用
1. 1 2  《三国史记》新罗本纪第七：“冬十一月沙湌施得领船兵与薛仁贵战于所夫里州伎伐浦败绩又进大小二十二战克之斩首四千余级”
2. ↑  《八琼室金石补正》卷二十一：“薛仁贵奉为皇帝皇后敬造阿弥陀像一躯并二菩萨普共法界仓生同得此福咸亨四年五月造”
3. ↑  《资治通鉴》卷二百二：“二月刘仁轨大破新罗之众于七重城又使靺鞨浮海略新罗之南境斩获甚众仁轨引兵还”
4. ↑  《资治通鉴》卷二百二：“新罗乃遣使入贡且谢罪上赦之复新罗王法敏官爵金仁问中道而还改封临海郡公”
5. ↑  《资治通鉴》卷二百二：”二月甲戌徙安东都护府于辽东故城先是有华人任安东官者悉罢之徙熊津都督府于建安故城其百济户口先徙于徐兖等州者皆置于建安“
6. ↑  大唐故右卫员外大将军燕国公墓志铭：“往征辽左鸟俗于是草间XX河西犬戎由其遁迹逋徒未歼方伫秘谋荣命所加实谐佥议”
7. ↑  《新唐书》列传第三十五：“上元三年破吐蕃于青海玺书劳勉封燕国公”
8. ↑  《三国史记》新罗本纪第七：“仁贵夙陪大驾亲承委寄录状闻奏事必昭苏何苦XX自相X扰呜呼昔为忠义今乃逆臣恨始吉而终凶怨本同而末异风高气切叶落年悲凭山远望有伤怀抱王以机悟淸明风神爽秀归以流谦之义存于顺迪之心血食依时茅X不易占休纳佑王之策也”
9. ↑  《唐文拾遗》卷六十八：”至七月入朝使金钦纯等至将百济旧地总令割还曾未数年一与一夺我国臣民罔不失望去年九月具事奏闻遭风未达后百济构衅诬我反叛前失贵臣之心后被百济之谮进退惟谷未申忠款“
10. ↑  《三国史记》新罗本纪第七：“大王报书云先王贞观二十二年入朝面奉太宗文皇帝恩勅朕今伐高丽高句丽非有他故怜X新罗摄乎两国每被侵陵靡有宁岁山川土地非我所贪玉帛子女是我所有我平定两国平壤已南百济土地竝乞X新罗永为安逸垂以计会赐以军期新罗百姓具闻恩勅人人畜力家家待用大事未终文帝先崩今帝践祚复继前恩频蒙慈造有逾往日兄弟及儿怀金拖紫荣宠之极X古未有粉身碎骨望尽驱驰之用肝脑涂原仰报万分之一”
11. ↑  《唐文拾遗》卷六十八：“使人琳润至辱书仰承总管犯冒风波远来海外理须发使郊迎致其牛酒远居异城未获致礼披读来书专以我国称为叛逆既非本心惕然惊惧今略陈冤枉具录无叛太阳虽不回光葵藿犹怀向日总管禀英雄之秀气抱将相之高材天兵未出先问元由缘此来书敢陈不叛请加商量具状申奏”
12. ↑  《三国史记》新罗本纪第五：“定方与副总管金仁问等到伎伐浦遇百济兵逆击大败之”
13. ↑  《三国史记》百济本纪第六：“兴首曰唐兵旣众师律严明与新罗共谋角若对阵于平原广野胜败未可知也白江炭岘我国之要路也一夫单枪万人莫当宜简勇士往守之使唐兵不得入白江罗人未得过炭岘大王重闭固守待其资粮尽士卒疲然后奋击之破之必矣”
14. ↑  《三国史记》百济本纪第六：“忠臣死不忘君愿一言而死臣常观时察变必有兵革之事凡用兵必审择其地处上流以延敌然后可以保全若异国兵来陆路不使过沈岘水军不使入伎伐浦之岸擧其险隘以御之然后可也”
15. ↑  《三国史记》列传第二：“将军苏定方金仁问等沿海入依伐浦海岸泥泞陷不可行乃布柳席以出师”
16. ↑  《太平御览》兵部七·良将下：“仍别领水军二万袭破倭贼数万于白波虏获船舰四百馀艘倭及耽罗等国皆遣使诣之请降”
17. ↑  《旧唐书》列传第一百四十九：“于是仁师仁愿及新罗王金法敏帅陆军进刘仁轨及别帅杜爽扶余隆率水军及粮船自熊津江往白江以会陆军同趋周留城仁轨遇扶余丰之众于白江之口四战皆捷”
18. ↑  《旧唐书》列传第三十三：“仁贵遂退军屯于大非川吐蕃又益众四十馀万来拒战官军大败”
19. ↑  《新唐书》列传第三十六：“仁贵退军大非川吐蕃益兵四十万来战王师大败仁贵与吐蕃将论钦陵约和乃得还吐谷浑遂没”
20. ↑  《新唐书》本纪第三：“薛仁贵及吐蕃战于大非川败绩”
21. ↑  《新唐书》列传第二十三：“前日薛仁贵郭待封以十万众败大非川一甲不返”
22. ↑  《新唐书》列传第三十五：“咸亨初为逻娑道副大总管与薛仁贵讨吐蕃以援吐谷浑为论钦陵所败尽失其兵”
23. ↑  《新唐书》列传第三十六：“咸亨初副薛仁贵讨吐番战大非川败绩贷死为民”
24. ↑  《旧唐书》本纪第五：“薛仁贵郭待封至大非川为吐蕃大将论钦陵所袭大败仁贵等并坐除名。”
25. ↑  《旧唐书》列传第三十三：“咸亨中与薛仁贵率兵讨吐蕃于大非川战败减死除名。”
26. ↑  《新唐书》列传第三十六：“未几高丽馀众叛起为鸡林道总管”
27. ↑  《旧唐书》列传第三十三：“寻而高丽众相率复叛诏起仁贵为鸡林道总管以经略之”
28. ↑  《旧唐书》列传第三十三：“上元中坐事徙象州”
29. ↑  《新唐书》列传第三十六：“复坐事贬象州”
30. ↑  《资治通鉴》卷一百九十七：“诏以孝恪为西州道行军总管帅步骑三千出银山道以击之”
31. ↑  《资治通鉴》卷二百一：“风海道总管苏海政受诏讨龟兹敕兴昔亡继往绝二可汗发兵与之俱至兴昔亡之境继往绝素与兴昔亡有怨密谓海政曰弥射谋反请诛之时海政兵才数千”
32. ↑  《三国史记》新罗本纪第七：“九月唐将军高侃等率蕃兵四万到平壤深沟高垒侵带方”
33. ↑  《旧唐书》本纪第五：“是冬左监门大将军高侃大败新罗之众于横水”
34. ↑  《资治通鉴》卷二百二：“刘仁轨大破新罗之众于七重城又使靺鞨浮海略新罗之南境”
35. ↑  《资治通鉴》卷二百二：“诏以李谨行为安东镇抚大使屯新罗之买肖城以经略之三战皆捷”
36. ↑  《三国史记》新罗本纪第七：“闻唐兵欲来救百济遣大阿湌真功阿湌XXXX兵守瓮浦”
37. ↑  《三国史记》杂志第七：“大辅，南解王七年，以脱解为之，儒理王九年，置十七等，一曰伊伐湌（或云伊罚干，或云于伐飡，或云角干，或云角粲，或云舒发翰，或云舒弗邯），二曰伊尺湌（或云伊湌），三曰迊湌（或云迊判，或云苏判），四曰波珍湌（或云海干，或云破弥干），五曰大阿湌，从此至伊伐湌，唯眞骨受之，他宗则否，六曰阿湌（或云阿尺干，或云阿粲），自重阿湌至四重阿湌，七曰一吉湌（或云乙吉干），八曰沙湌（或云萨湌，或云沙咄干），九曰级伐湌（或云级飡，或云及伐干），十曰大奈麻（或云大奈末），自重奈麻至九重奈麻，十一曰奈麻（或云奈末），自重奈麻至七重奈麻，十二曰大舍（或云韩舍），十三曰舍知（或云小舍），十四曰吉士（或云稽知，或云吉次），十五曰大乌（或云大乌知），十六曰小乌（或云小乌知），十七曰造位（或云先沮知）”
38. ↑  《三国史记》新罗本纪第七：“王遣大阿湌彻川等领兵船一百艘镇西海”
39. ↑  《三国史记》杂志第七：“五曰大阿湌，从此至伊伐湌，唯眞骨受之，他宗则否，六曰阿湌（或云阿尺干，或云阿粲），自重阿湌至四重阿湌，七曰一吉湌（或云乙吉干），八曰沙湌（或云萨湌，或云沙咄干）”
40. ↑  《三国史记》新罗本纪第七：“沙湌武仙率精兵三千以戍比列忽”
41. ↑  《三国史记》新罗本纪第五：“王子仁泰与沙湌日原级湌吉那以兵七千副之”
42. ↑  《旧唐书》列传第四十二：“仁贵自宣力海东功无尺寸坐玩金帛渎货无厌今又不诛纵恶更甚”
43. ↑  《旧唐书》列传第四十二：“彼吐蕃蚁结蜂聚本非勍敌薛仁贵郭待封受阃外之寄奉命专征不能激励熊罴乘机扫扑败军之后又不能转祸为福因事立功遂乃弃甲丧师拖身而走”
44. ↑  《资治通鉴》卷二百三：“右领军卫将军检校代州都督薛仁贵将兵击元珍于云州”
45. ↑  《旧唐书》列传第三十三：“高宗思其功开耀元年复召见谓曰往九成宫遭水无卿已为鱼矣卿又北伐九姓东击高丽汉北辽东咸遵声教者并卿之力也卿虽有过岂可相忘有人云卿乌海城下自不击贼致使失利朕所恨者唯此事耳今西边不静瓜沙路绝卿岂可高枕乡邑不为朕指挥耶于是起授瓜州长史寻拜右领军卫将军检校代州都督又率兵击突厥元珍等于云州斩首万馀级获生口二万馀人驼马牛羊三万馀头”
46. ↑  《新唐书》列传第三十六：“于是拜瓜州长史右领军卫将军检校代州都督率兵击突厥元珍于云州”
47. ↑  《册府元龟》卷一百四十九·帝王部·舍过：“于是起瓜州长史寻拜右领军卫将军检校代州都督”
48. ↑  赵智滨.熊津都督府陷落始末———兼论唐罗战争的爆发[J]北京：中国边疆史地研究.2010.2.
49. ↑  《资治通鉴》卷二百二：“二月丁巳以工部尚书高藏为辽东州都督封朝鲜王遣归辽东安辑高丽馀众高丽先在诸州者皆遣与藏俱归又以司农卿扶馀隆为熊津都督封带方王亦遣归安辑百济馀众仍移安东都护府于新城以统之”